# Olympiakós (volley-ball)
Pour le club omnisports, voir Olympiakos Le Pirée.
L’Olympiakós Le Pirée est un club majeur de volley-ball grec, fondé en 1925, évoluant au plus haut niveau national. Cette page ne traite que de la section volley-ball ; pour la section football, voir ici, pour la section basket-ball, voir ici.

## Historique
Club fondé en 1925. Il évolue dans la salle "Melina Mercouri", au Rendis, Pirée (2 800 places).

## Palmarès
- Ligue des champions
  - Finaliste : 1992, 2002
- Coupe des Coupes (2)
  - Vainqueur : 1996, 2005
  - Finaliste : 1997, 1998
- Challenge Cup masculine (1)
  - Vainqueur : 2023
  - Finaliste : 2018

- Championnat de Grèce (32)
  - Vainqueur : 1968, 1969, 1974, 1976, 1978, 1979, 1980, 1981, 1983, 1987, 1988, 1989, 1990, 1991, 1992, 1993, 1994, 1998, 1999, 2000, 2001, 2003, 2009, 2010, 2011, 2013, 2014, 2018, 2019, 2021, 2023, 2024

- Coupe de Grèce (18)
  - Vainqueur : 1981, 1983, 1989, 1990, 1992, 1993, 1997, 1998, 1999, 2001, 2009, 2011, 2013, 2014, 2016, 2017, 2024, 2025

- Coupe de la Ligue (7)
  - Vainqueur : 2013, 2015, 2016, 2017, 2018, 2019, 2024-25

- Coupe de A1 Ethniki "Melina Mercouri" (1)
  - Vainqueur : 1994

- Super Coupe de Grèce (3)
  - Vainqueur : 2000, 2010, 20241

- 1 : La finale du Super Cap concernant la saison 2023-24 a eu lieu le 4 février 2025.

## Entraîneurs
- Kóstas Ampelás
- Dimítris Kefalás
- Kyriákos Panteliás
- Dimitar Zahariev
- 1986–1992  Giánnis Láios
- 1992–1994  Vladimir Kondra
- 1995–1996  Giánnis Láios
- 1996–1998  Gian Paolo Montali
- 1998–2000  Zoran Gajić
- 2000–2002  Daniele Ricci
- 2002–2004 : / Ljubomir Travica
- 2004–2005 :  Claudio Cuello
- 2005–2006 :  Stélios Prosalíkas
- 2006–2007 :  Sotíris Dríkos
- 2007–2010  Anders Kristiansson
- 2010 :  Flavio Gulinelli
- 2010–2012 :  Ioánnis Kalmazídis
- 2012–2015 :   Dimítris Kazázis
- 2015–2016 :   Roberto Piazza
- juillet 2016–octobre 2016 :  Flavio Gulinelli
- octobre 2016–juin 2017 :  Slobodan Boškan
- 2017–2020 :  Fernando Muñoz Benitez
- juillet 2020–décembre 2021 :  Dimítris Kazázis
- janvier 2022–mai 2023 :  Alberto Giuliani
- 2023–2024 :  Daniel Castellani
- mai 2024– :  Andrea Gardini

## Saison 2024-2025
| No                                           | Nom                                          | Date de naissance                            | Taille                       | Poids                        | Poste                        |
| -------------------------------------------- | -------------------------------------------- | -------------------------------------------- | ---------------------------- | ---------------------------- | ---------------------------- |
| 1                                            | Mahdi Dżelweh Ghaziani 1                     | 21 mai 2001                                  | 208                          | 85                           | Central                      |
| 2                                            | Alen Pajenk                                  | 23 avril 1986                                | 202                          | 93                           | Central                      |
| 3                                            | Dimítris Maníkas                             | 27 octobre 2007                              | 199                          | 80                           | Central                      |
| 4                                            | Vasílis Costópoulos                          | 16 février 1995                              | 197                          | 86                           | Réceptionneur-attaquant      |
| 6                                            | Matéo Hasmpála                               | 22 mai 2004                                  | 189                          | 73                           | Passeur                      |
| 8                                            | John Gordon Perrin                           | 17 août 1989                                 | 201                          | 95                           | Réceptionneur-attaquant      |
| 9                                            | Níkos Papangelópoulos                        | 17 novembre 1988                             | 204                          | 90                           | Central                      |
| 10                                           | Rafaíl Koumentákis                           | 5 mai 1993                                   | 203                          | 84                           | Réceptionneur-attaquant      |
| 12                                           | Níkos Zoupánis                               | 18 mars 1989                                 | 202                          | 80                           | Attaquant                    |
| 14                                           | Dragan Travica                               | 28 août 1986                                 | 200                          | 94                           | Passeur                      |
| 15                                           | Dimítris Tziávras                            | 16 février 1999                              | 177                          | 72                           | Libero                       |
| 16                                           | Aleksandar Atanasijević                      | 4 septembre 1991                             | 202                          | 99                           | Attaquant                    |
| 17                                           | Anéstis Dalakoúras                           | 18 juin 1993                                 | 201                          | 82                           | Réceptionneur-attaquant      |
| 18                                           | Dimítris Constantinídis                      | 5 août 1993                                  | 188                          | 84                           | Libero                       |
| 19                                           | Apóstolos Armenákis2                         | 19 juillet 1980                              | 205                          | 91                           | Central                      |
| 28                                           | Nemanja Mašulović3                           | 5 octobre 1995                               | 205                          | 96                           | Central                      |
| 21                                           | Mitar Tzourits                               | 25 avril 1989                                | 211                          | 110                          | Central                      |
|                                              |                                              |                                              |                              |                              |                              |
| Encadrement technique                        | Encadrement technique                        |                                              | Légende                      | Légende                      | Légende                      |
| Entraîneur : Andrea Gardini                  | Entraîneur : Andrea Gardini                  | Entraîneur : Andrea Gardini                  | : Capitaine                  | : Capitaine                  | : Capitaine                  |
| Entraîneur(s) adjoint(s) : Antónis Vourdéris | Entraîneur(s) adjoint(s) : Antónis Vourdéris | Entraîneur(s) adjoint(s) : Antónis Vourdéris | : Joueur blessé actuellement | : Joueur blessé actuellement | : Joueur blessé actuellement |

| Équipe type : Olympiakos Le Pirée                                                                                     |
| \| Travica · # 14 Koumentákis · # 10 Tzourits · # 21 Atanasijević · # 16 Perrin · # 8 Pajenk · # 2 Tziávras · # 15 \| |
| Travica · # 14 Koumentákis · # 10 Tzourits · # 21 Atanasijević · # 16 Perrin · # 8 Pajenk · # 2 Tziávras · # 15       |

| Travica · # 14 Koumentákis · # 10 Tzourits · # 21 Atanasijević · # 16 Perrin · # 8 Pajenk · # 2 Tziávras · # 15 |

- 1 : Jusqu'en janvier 2025
- 2 : Depuis janvier 2025
- 3 : Depuis novembre 2024

## Joueurs majeurs
| - Sotíris Amarianákis Grèce (central, 2,03 m) - Theódoros Chatziantoníou Grèce (central, 2,04 m) - Cóstas Christofidélis Grèce (réceptionneur-attaquant, 1,95 m) - Giórgos Drákovits Grèce (attaquant, 2,0 m) - Mários Gioúrdas Grèce (réceptionneur-attaquant, 2,02 m) - Vasíleios Kournétas Grèce (passeur, 1,91 m) - Rafaíl Koumentákis Grèce (réceptionneur-attaquant, 2,03 m) - Giánnis Láios Grèce (passeur, 1,89 m) - Sákis Moustakidis (passeur, 1,90 m) - Giórgos Petréas Grèce (central, 2,02 m) - Stéfanos Polyzos Grèce (réceptionneur-attaquant, 1,88 m) - Andréas Theodorídis Grèce (central, 2,03 m) - Michális Triantafyllídis Grèce (réceptionneur-attaquant, 1,94 m) - Antónis Tsakirópoulos Grèce (central, 2,05 m) - Mitar Tzourits Grèce/ Serbie (attaquant / central, 2,11 m) - Marcus Böhme Allemagne (central, 2,12 m) - Marcos Milinkovic Argentine (pointu, 2,04 m) - Plamen Konstantinov Bulgarie (réceptionneur-attaquant, 2,02 m) - Boyan Yordanov Bulgarie (pointu, 1,97 m) - Todor Aleksiev Bulgarie (réceptionneur-attaquant, 2,02 m) - Jason Haldane Canada/ Angleterre (central, 2,04 m) - John Gordon Perrin Canada (central, 2,08 m) - Gavin Schmitt Canada (réceptionneur-attaquant, 2,01 m) | - Liberman Agámez Colombie (pointu, 2,07 m) - Tomislav Cosković Croatie (réceptionneur-attaquant, 1,99 m) - Rolando Despaigne Cuba (réceptionneur-attaquant, 2,00 m) - Scott Fortune États-Unis (pointu, 1,98 m) - Thomas Hoff États-Unis (central, 2,03 m) - Jeff Stork États-Unis (passeur, 1,94 m) - Donald Suxho États-Unis (passeur, 1,96 m) - Olli Kunnari Finlande (réceptionneur-attaquant, 1,97 m) - Mikko Oivanen Finlande (attaquant, 1,98 m) - Eemi Tervaportti Finlande (passeur, 1,93 m) - Roland Gergye Hongrie (réceptionneur-attaquant, 2,00 m) - Lorenzo Bernardi Italie (réceptionneur-attaquant, 1,99 m) - Dragan Travica Italie (passeur, 2,00 m) - Jeroen Rauwerdink Pays-Bas (réceptionneur-attaquant, 2,00 m) - Fabian Drzyzga Pologne (passeur, 1,96 m) - Aleksandar Atanasijević Serbie (attaquant, 2,02 m) - Slobodan Boškan Serbie (réceptionneur-attaquant, 1,99 m) - Dejan Brđović Serbie (réceptionneur-attaquant, 1,96 m) - Alen Pajenk Slovénie (central, 2,02 m) - Tonček Štern Slovénie (attaquant, 2,00 m) - Bengt Gustavsson Suède (réceptionneur-attaquant, 1,95 m) - Iván Márquez Venezuela (réceptionneur-attaquant, 2,05 m) |